# DasGehirn.info
dasGehirn.info ist eine Website, deren Ziel ist, Themen zum Gehirn, seiner Funktionen und seiner Bedeutung für Fühlen, Denken und Handeln allgemeinverständlich, umfassend und anschaulich in Wort, Bild und Ton darzustellen. Das Online-Portal ist seit 2011 online und nicht-kommerziell. Es wird von der gemeinnützigen Neurowissenschaftlichen Gesellschaft (NWG) getragen. Die NWG fördert neurowissenschaftliche Forschung und Lehre in allen Teilbereichen und repräsentiert die Neurowissenschaften umfassend im In- und Ausland.

## Thematische Schwerpunkte
In über 700 Artikeln behandelt dasGehirn.info 60 Hauptthemen, zum Beispiel Bewusstsein, Hirntod, Liebe und Triebe, sowie Sehen. Neurobiologische Grundlagen aus der Physiologie, Neuroanatomie, Zellbiologie und Neurorobotik werden genauso vermittelt wie neurologische und psychiatrische Erkrankungen, zum Beispiel Alzheimer-Krankheit, Multiple Sklerose, Schizophrenie und Sucht. Die Artikel werden teils mit interaktiven Grafiken, Video-Interviews und Animationen ergänzt. Fast alle angebotenen Informationen dürfen die Nutzer für nicht-kommerzielle Zwecke weiterverwenden.
Ein umfassendes Glossar und ein frei begehbares 3D-Gehirn werden ebenfalls angeboten. Ergänzt wird das Angebot durch die App lern:neuro, über die neurowissenschaftlicher Schulstoff an Lehrer und Schüler vermittelt wird. lern:neuro wurde zusammen mit der Pädagogischen Hochschule Ludwigsburg entwickelt.
Alle Inhalte auf dasGehirn.info werden von Fachjournalisten geschrieben und von neurowissenschaftlichen Experten auf sachliche Korrektheit überprüft. Der Redaktion steht ein Fachbeirat aus Mitgliedern der Neurowissenschaftlichen Gesellschaft zur Seite, die Redaktion ist jedoch inhaltlich völlig frei. Chefredakteur ist der Wissenschaftsjournalist und Podcaster Arvid Leyh. Für die Beratung bei technischen und ästhetischen Aspekten ist das Zentrum für Kunst und Medientechnologie in Karlsruhe zuständig.

## Gründungspartner und Förderverein
Einer der Gründungspartner von dasGehirn.info ist die Gemeinnützige Hertie-Stiftung, die das Projekt von 2011 bis 2019 mitfinanziert und organisatorisch begleitet hat. Seit 2019 wird dasGehirn.info hauptsächlich aus Mitteln der Klaus Tschira Stiftung finanziert. Über einen Förderverein kommt weitere Unterstützung aus akademischen und industriellen Bereichen. Fördervereinsmitglieder sind zum Beispiel die Helmholtz-Gemeinschaft Deutscher Forschungszentren, die Leibniz-Gemeinschaft sowie die Max-Planck-Gesellschaft. Die Nobelpreisträger für Physiologie und Medizin Eric Kandel, Erwin Neher und Bert Sakmann sind ebenfalls Mitglieder des Fördervereins.
Aktuell (November 2020) verzeichnet das Portal mehr als 250.000 User pro Monat. Auch auf Facebook und Twitter berichtet es von aktuellen Forschungsergebnissen.